# Cégep Drummond
Le Cégep Drummond est un collège d'enseignement général et professionnel situé à Drummondville, dans la région administrative du Centre-du-Québec.

## Historique

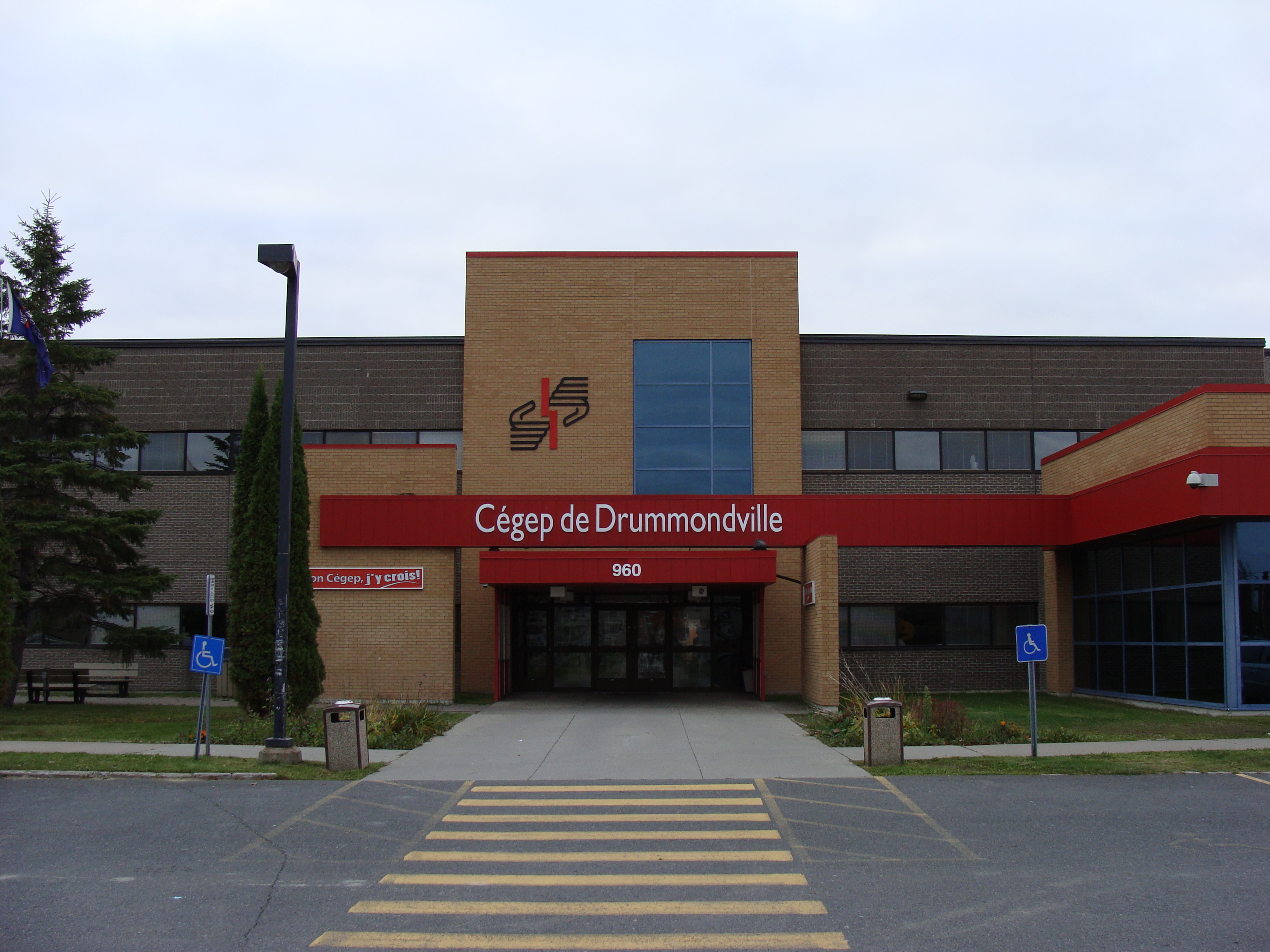
Entrée du Cégep de Drummondville en 2009

Le 15 avril 1968, les Corporations de l’Externat Classique Saint-Raphaël et du Collège Marie-de-la-Présentation ont décidé d’un commun accord de former un consortium pour l’année scolaire 1968-1969, c’est-à-dire, de grouper les deux institutions tant au point de vue administratif qu’au point de vue pédagogique pour offrir l’enseignement aux étudiants de Philosophie I et II, ainsi que l’enseignement de Collège I à tous les étudiants, garçons et filles, ayant réussi le Secondaire 5 (ou l’équivalent) qui seront aptes à entreprendre les études de ce niveau. À l'époque, les autres institutions de Drummondville qui dispensent déjà l’enseignement au niveau collégial, soit l’école des Infirmières (1948-1958) adjointe à l'Hôpital Sainte-Croix, l’Institut familial Sainte-Marie et le cours technique de l’École d'arts et métiers, seront invitées à se joindre au consortium.
Le Collège de Drummondville fut le premier établissement à dispenser l'enseignement collégial à Drummondville en 1968, un an après la création des CÉGEP. Comme le Collège de Drummondville n'avait pas le statut de cégep, il est invité à s'affilier au Cégep de Saint-Hyacinthe en 1970. En 1972, le regroupement des établissements d'enseignement collégial de Drummondville, de Saint-Hyacinthe et de Sorel forment le Collège régional Bourgchemin. En 1968, environ 500 étudiants fréquentent le collégial à Drummondville.
L'expérience de la régionalisation prend fin en 1980. Le gouvernement du Québec octroie alors une charte de cégep autonome à l'établissement drummondvillois du Collège régional Bourgchemin. Le 13 mai 1980, le conseil d'administration, mis en place le 27 janvier précédent, nomme le premier directeur général. Le nouveau Cégep de Drummondville ouvre ses portes au début de l'année scolaire 1980-1981. À la rentrée de 1980, le nouveau Cégep de Drummondville compte, 1171 étudiants à l’enseignement ordinaire et près de 475 à l’éducation des adultes. Depuis 1968, l'enseignement collégial à Drummondville est offert dans des locaux temporaires. En 1980, le Conseil d'administration entreprend un projet de construction pour regrouper les activités sous un même toit. En décembre 1982, le Cégep emménage dans ses nouveaux locaux, situés au 960, rue Saint-Georges. Comme la croissance des effectifs étudiants se poursuit, un agrandissement devient vite nécessaire. En janvier 1986, le Cégep prend possession de la phase II de son édifice.
Au début des années 1990, la croissance continue de l'effectif scolaire justifie la réalisation d'un troisième agrandissement afin de pouvoir accueillir 1800 étudiants. Le dernier agrandissement du Cégep fut complété en 1994. L'année scolaire 1995-1996 marque l'apogée de la croissance des effectifs scolaires. Le nombre maximal d'étudiants (près de 2000) est atteint au cours de l'année 1995-1996. En 2006, le Cégep de Drummondville compte 1900 étudiants à l’enseignement ordinaire et près de 200 à l’éducation des adultes. En 2022, face à une fréquentation en constante augmentation, le Cégep de Drummondville obtient le feu vert de la part du Ministère de l'enseignement supérieur pour construire un nouveau pavillon de 6000 m2. À la rentrée de 2024, le Cégep de Drummondville, accueillant alors 2842 étudiants entre leurs portes, se dote d'un nouveau logo et d'une nouvelle apparence. L'établissement prend alors le nom de « Cégep Drummond », et affiche le slogan Tout se peut ici… ou presque.

## Programmes de formation
Le Cégep Drummond offre des formations préuniversitaires et techniques, des attestations d'études collégiales, de la francisation, de la reconnaissance des acquis et des compétences, des cours de perfectionnement, des doubles DEC ainsi que le cheminement Tremplin DEC.

### Programmes préuniversitaires (8)
- Art visuels
- Art, lettres et communication, option Langues
- Art, lettres et communication, option Multidisciplinaire
- Danse
- Musique
- Sciences de la nature
- Sciences humaines
- Sciences, informatique et mathématiques

### Programmes techniques (15)
- Gestion des opérations et de la chaîne logistique
- Soins infirmiers
- Soins infirmiers (Passerelle DEP-DEC)
- Techniques d'administration et de gestion
- Techniques d'éducation à l'enfance
- Techniques d'éducation spécialisée
- Techniques d'inhalothérapie
- Techniques d'intervention en criminologie
- Techniques de génie mécanique
- Techniques de l'informatique
- Techniques de pharmacie
- Techniques de services financiers et d'assurances
- Techniques professionnelles de musique et chanson
- Technologie de l'estimation et de l'évaluation en bâtiment
- Technologies sonores

### Attestations d'études collégiales (18)
- Assurance de dommages
- Assurance de dommages des particuliers
- Chimie analytique, composés inorganiques
- Comptabilité informatisée et impôts
- Coordination du travail administratif
- Création sonore multimédia
- Génie mécanique, profil conception
- Gestion de résidences pour personnes aînées et vulnérables
- Gestion des approvisionnements
- Gestion des opérations en transport
- Innovation numérique
- Intervention appliquée en neurodéveloppement
- Nouvelles stratégies d'intervention en danse
- Stimulation du langage
- Techniques d'éducation à l'enfance (Parcours travail-études)
- Techniques d'éducation spécialisée
- Techniques de gestion des ressources humaines
- Techniques spécialisées en production scénique

### Reconnaissances des acquis et des performances (14)
- Bureautique
- Bureautique et immersion anglaise
- Comptabilité informatisée et impôts
- Formation générale
- Gestion de groupe et organisation du travail
- Gestion de résidences pour personnes aînées et vulnérables
- Gestion des services de garde
- Spécialisation en bureautique
- Technique d'éducation à l'enfance (DEC et AEC)
- Techniques d'éducation spécialisée (DEC et AEC)
- Techniques de bureautique, coordination du travail de bureau
- Techniques de pharmacie

### Cours de perfectionnement (26)
- 9 formations en Administration et logiciels d'administration
- 6 formations en Gestion des ressources humaines et leadership
- 4 formations en Innovation et industrie 4.0
- 1 formation en langues - Francisation
- 3 formations en Fabrication, génie et logistique
- 1 formation en Équité, diversité et inclusion
- 1 formation en Marketing et communication
- 1 formation en éducation à l'enfance

### Doubles DEC (16 combinaisons)
| Art visuels                                             | Art, lettre et communication, option Mulitdisciplinaire |
| Art visuels                                             | Art, lettre et communication, option Langues            |
| Art visuels                                             | Danse                                                   |
| Art visuels                                             | Musique                                                 |
| Art visuels                                             | Sciences humaines                                       |
| Art visuels                                             | Sciences de la nature                                   |
| Art visuels                                             | Sciences, informatique et mathématiques                 |
| Art, lettre et communication, option Mulitdisciplinaire | Arts visuels                                            |
| Art, lettre et communication, option Mulitdisciplinaire | Danse                                                   |
| Art, lettre et communication, option Mulitdisciplinaire | Musique                                                 |
| Art, lettre et communication, option Mulitdisciplinaire | Sciences humaines                                       |
| Art, lettre et communication, option Mulitdisciplinaire | Sciences de la nature                                   |
| Art, lettre et communication, option Langues            | Art visuels                                             |
| Art, lettre et communication, option Langues            | Danse                                                   |
| Art, lettre et communication, option Langues            | Musique                                                 |
| Art, lettre et communication, option Langues            | Sciences humaines                                       |
| Art, lettre et communication, option Langues            | Sciences de la nature                                   |
| Danse                                                   | Arts visuels                                            |
| Danse                                                   | Art, lettre et communication, option Mulitdisciplinaire |
| Danse                                                   | Art, lettre et communication, option Langues            |
| Danse                                                   | Musique                                                 |
| Danse                                                   | Sciences humaines                                       |
| Danse                                                   | Sciences de la nature                                   |
| Musique                                                 | Arts visuels                                            |
| Musique                                                 | Art, lettre et communication, option Mulitdisciplinaire |
| Musique                                                 | Art, lettre et communication, option Langues            |
| Musique                                                 | Danse                                                   |
| Musique                                                 | Sciences humain                                         |
| Musique                                                 | Sciences de la nature                                   |
| Sciences humaines                                       | Arts visuels                                            |
| Sciences humaines                                       | Art, lettre et communication, option Mulitdisciplinaire |
| Sciences humaines                                       | Art, lettre et communication, option Langues            |
| Sciences humaines                                       | Danse                                                   |
| Sciences humaines                                       | Sciences humaines                                       |
| Sciences humaines                                       | Sciences de la nature                                   |
| Sciences de la nature                                   | Arts visuels                                            |
| Sciences de la nature                                   | Art, lettre et communication, option Mulitdisciplinaire |
| Sciences de la nature                                   | Art, lettre et communication, option Langues            |
| Sciences de la nature                                   | Danse                                                   |
| Sciences de la nature                                   | Musique                                                 |
| Sciences de la nature                                   | Sciences humaines                                       |
| Sciences, informatique et mathématique                  | Arts visuels                                            |
| ------------------------------------------------------- | ------------------------------------------------------- |

## Services aux entreprises
Le Cégep Drummond était responsable depuis 1997 d'un centre collégial de transfert de technologie reconnu par le Ministère de l'Éducation, Enseignement supérieur et Recherche et qui lui était affilié. Ce centre, le Centre MUSILAB, offrait des services de recherche et développement, de soutien technique ainsi que de la formation aux entreprises en musique et technologie sonore, avant de fermer ses portes en 2009, faute de soutien de la part du gouvernement. L'affiliation du défunt MUSILAB avec le Cégep de Drummondville produisait des retombées intéressantes sur l'enseignement offert en amenant tant élèves que professeurs à participer à divers projets.

## Conseil d'administration
Le conseil d'administration du Cégep Drummond regroupe des représentants du milieu socioéconomique, des membres titulaires de diplômes d'études collégiales ainsi que des représentants de l'Association des parents, des étudiants, du personnel enseignant, du personnel de soutien et du personnel professionnel. Dix-neuf personnes le composent, incluant le directeur général et la directrice des études qui y détiennent, d'office, un siège. 
Le conseil d'administration comprend également un comité exécutif, formé de cinq membres du conseil.

## Vie étudiante

### Association étudiante
Toute personne inscrite au Cégep Drummond est membre de l’Association générale étudiante du Cégep Drummond (AGECD). L’Association a comme mandat de protéger et de promouvoir les droits des étudiants aux plans économique, pédagogique, social, culturel et personnel. Afin de remplir adéquatement son mandat, elle compte sur une participation active de la population étudiante aux assemblées générales. L’AGECD a des représentants à la Commission des études, au Comité de relations Cégep-Association (CRCA) et au Conseil d’administration du Cégep. Cette représentation permet aux étudiants de participer et d’influencer les décisions du Cégep et même de les orienter. L’Association étudiante a des comités, notamment le comité de mobilisation, la radio étudiante et le journal étudiant. Des étudiants de certains programmes sont également regroupés en associations ou comités qui fonctionnent sous l’égide de l’Association étudiante. 

### Voltigeurs[6]
Les équipes sportives du Cégep Drummond sont représenté par le nom Voltigeurs, dénomination qui fait référence au passé historique de la ville hôte. Considérant que le soccer intérieur et extérieur sont de facto le même sport, il y a 11 sports parascolaire au Cégep Drummond :
- Le badminton
- Le baseball
- Le basketball
- Le flag football
- Le football
- Le hockey
- La natation
- Le soccer extérieur
- Le soccer intérieur
- Le tennis
- Le tir à l'arc
- Le volleyball

## Célébrités

### Professeurs célèbres
- Étienne Beaulieu, écrivain;
- Johanne Blouin, chanteuse;
- François Bourassa, musicien;
- Benoît Lemaire, philosophe et abbé;
- Patrick Senécal, écrivain;
- Christian Brouillard, poète.

### Étudiants célèbres
- Jean-Patrick Balleux, journaliste;
- Jean-François Beauchemin, écrivain;
- Michel Cusson, musicien et compositeur;
- Julie Demers, écrivaine;
- Pierre-Alexandre Fradet, essayiste et critique de cinéma;
- Mickaël Gouin, comédien;
- Louis-José Houde, humoriste et acteur;
- Jean Lauzon, photographe, sémioticien et auteur;
- Daniel Lemire, humoriste et scénariste;
- Jean Lemire, biologiste, explorateur et cinéaste;
- Louis Morissette, acteur, humoriste et scénariste;
- Pierre-Alexandre Rousseau, champion du monde en ski de bosses;
- Adam Brousseau, musicien, auteur-compositeur-interprète.